# Amadou Sanogo
Kapten Amadou Haya Sanogo, född 1972 eller 1973, är en malesisk militär som var ledare för statskuppen 2012 mot president Amadou Toumani Touré. Sanogo utropade sig själv som ledare för Nationalkommittén för återupprättande av demokratin och staten (CNRDR) den 22 mars 2012. Före statskuppen hade Sanogo en medel position inom armén.
Som en del av avtalet för att återställa den konstitutionella ordningen i Mali lämnade Sanogo över makten till Dioncounda Traoré, ordföranden för Malis parlament.